# Liste von Multi-Protokoll-Messengern
Diese Liste enthält Instant Messenger, die mehrere Netzwerkprotokolle unterstützen. Protokolle sind zum Beispiel ICQ, AIM, Windows Live Messenger und Yahoo Messenger.
Da die meisten Protokolle von den jeweiligen Netzbetreibern nicht offengelegt wurden und sich die Programme nicht auf ein Protokoll spezialisiert haben, werden dort die verfügbaren Funktionen (Voice Chat, Avatare, Chaträume, Dateiübertragungen etc.) nicht immer vollständig unterstützt. Zudem besteht die Möglichkeit, dass bei einer Änderung von einem der unterstützten proprietären Protokollen – bis zu einer Aktualisierung des Programms – keine Verbindung zu dem Instant-Messaging-Netzwerk möglich ist.

## Netzwerk-Unterstützung
Informationen zu den Netzwerken, zu denen der Client eine Verbindung aufbauen kann. Telwell und reine XMPP-Clients werden hier nicht aufgelistet, da sie keine direkte Unterstützung für andere Protokolle implementiert haben, sondern über XMPP-Transports mit diesen kommunizieren können.
|                       | OSCAR (ICQ/AIM)    | Windows Live Messenger (MSN) | Y!M                | IRC                                | XMPP                       | Bonjour | Novell GroupWise | Lotus Sametime               | Gadu-Gadu          | OS                                                                  | Sonstige |
| --------------------- | ------------------ | ---------------------------- | ------------------ | ---------------------------------- | -------------------------- | ------- | ---------------- | ---------------------------- | ------------------ | ------------------------------------------------------------------- | --- |
| Adium                 | ja                 | ja                           | ja                 | ja                                 | ja                         | ja      | ja               | ja                           | ja                 | Mac                                                                 | Facebook, Twitter. Myspace; SIMPLE; über Plugins: Skype (sofern installiert), QQ, Steam, Xfire, OkCupid, Netnexus, Tlen.pl,                                                                                     |
| Ayttm                 | ja                 | ja                           | ja                 | ja                                 | ja                         | nein    | nein             | nein                         | nein               | Windows, Linux                                                      | E-Mail (SMTP), NetMeeting (über GnomeMeeting) |
| BitlBee               | ja                 | ja                           | ja                 | nein                               | ja                         | nein    | nein             | nein                         | nein               | Linux                                                               | läuft innerhalb eines beliebigen IRC Clients |
| Digsby                | ja                 | ja                           | ja                 | nein                               | ja                         | nein    | nein             | nein                         | ja                 | Windows, Linux, Mac                                                 | Soziale Netzwerke |
| Empathy               | ja                 | ja                           | ja                 | ja                                 | ja                         | ja      | ja               | ja                           | ja                 | Linux                                                               | alle, die von libpurple (Pidgin) unterstützt werden |
| Fire                  | ja                 | ja                           | ja                 | ja                                 | ja                         | ja      | nein             | nein                         | nein               | Mac                                                                 | |
| Gizmo5                | ja                 | ja                           | ja                 | nein                               | ja                         | nein    | nein             | nein                         | nein               | Windows, Linux, Mac, Palm, Symbian                                  | SIMPLE |
| Goober                | ja                 | ja                           | ja                 | nein                               | ja                         | nein    | nein             | nein                         | nein               | Windows, Linux, Mac,iPhone, Android, Java Mobile                    | Flash-Client zum Einbetten in Webseiten/Soziale Netzwerke, Online-Festplatte, Facebook, Twitter, LinkedIn |
| Messages (Apple)      | ja                 | nein                         | ja                 | nein                               | ja                         | ja      | nein             | nein                         | nein               | Mac OS X                                                            | |
| Instantbird           | ja                 | ja                           | ja                 | ja                                 | ja                         | nein    | ja               | ja                           | ja                 | Windows, Linux, Mac OS X                                            | Facebook über XMPP, Myspace, Netsoul, QQ, SIMPLE, Twitter; über Plugins: Omegle, meinVZ/studiVZ/SchülerVZ, ..                                                                                                   |
| Irssi                 | Plugin             | nein                         | nein               | ja                                 | nein                       | nein    | nein             | nein                         | nein               | Windows, Linux, Mac OS X, Solaris                                   | SILC |
| Jitsi                 | ja                 | ja                           | ja                 | ja                                 | ja                         | ja      | nein             | nein                         | nein               | Browsereinbindung mit WebRTC, iPhone, Android                       | Cross-platform mit WebRTC, mittels ZRTP/SRTP verschlüsselte Audio-/Video-Chats Jingle/SIP, Textnachrichten mittels OTR, Datentransfer, Bildschirm-Fernsteuerung                                                 |
| XMPP-Clients          | Ja (via Transport) | Ja (via Transport)           | Ja (via Transport) | Ja (via Transport)                 | ja                         | nein    | nein             | nein                         | Ja (via Transport) | vorläufiger Platzhalter                                             | SMS, Jingle, Xfire |
| Kopete                | ja                 | ja                           | ja                 | nein                               | ja                         | ja      | ja               | ja                           | ja                 | Windows, Linux, Unix                                                | SMS; Skype, Facebook (Plugins) |
| Licq                  | ja                 | ja                           | nein               | nein                               | nein                       | nein    | nein             | nein                         | nein               | UNIX                                                                | |
| climm                 | ja                 | nein                         | nein               | nein                               | ja                         | nein    | nein             | nein                         | nein               | Linux, BSD, AIX, HPUX, Windows, AmigaOS, (mit Einschränkungen BeOS) | |
| Miranda IM            | Plugin             | Plugin                       | Plugin             | Plugin                             | Plugin                     | Plugin  | Plugin           | Plugin, nur bis Miranda v0.8 | Plugin             | Windows                                                             | weitere Plugins: Tlen.pl, Walla, QQ, Skype (wenn installiert oder alternativ über imo.im-Gateway-Plugin), MySpaceIM, Xfire, Twitter, Facebook                                                                   |
| Miranda NG            | Plugin             | Plugin                       | Plugin             | Plugin                             | Plugin                     | nein    | nein             | Plugin                       | Plugin             | Windows                                                             | weitere Plugins: Tleń, Skype, Xfire, Twitter, Facebook |
| Mozilla Thunderbird   | nein               | nein                         | nein               | ja                                 | ja                         | nein    | nein             | nein                         | nein               | Windows, Linux, Mac                                                 | E-Mail, Odnoklassniki.ru, Google Talk, Plugin: Telegram |
| Palringo              | ja                 | ja                           | ja                 | nein                               | ja                         | nein    | nein             | nein                         | nein               | Windows, Mac OS X, Android, iPhone                                  | |
| Pidgin (ehemals Gaim) | ja                 | ja                           | ja                 | ja                                 | ja                         | ja      | ja               | ja                           | ja                 | Windows, Linux, Mac OS X                                            | Myspace, SILC, SIMPLE, QQ, Zephyr, OpenNap, mit Plugin: DirectNet, IMPS, RVP, Tlen.pl, Xfire, Steam, Facebook, Skype (wenn installiert), NateOn, Microsoft LCS/OCS, Twitter, MXit, Netsoul, Rediffbol, CyanChat |
| Proteus               | ja                 | ja                           | ja                 | nein                               | ja                         | ja      | nein             | ja                           | ja                 | Mac OS X                                                            | |
| QIP                   | ja                 | Ja (via Transport)           | Ja (via Transport) | ja (Nur mit QIP Infium per Plugin) | teilweise (Nur QIP Infium) | nein    | nein             | nein                         | nein               | Windows                                                             | |
| Qnext                 | ja                 | ja                           | ja                 | ja                                 | ja                         | nein    | nein             | nein                         | nein               | Windows, Linux, Mac, iPhone, Android                                | Qnext |
| QuteCom               | ja                 | ja                           | ja                 | nein                               | ja                         | nein    | nein             | nein                         | nein               | Windows, Linux, Mac                                                 | SIMPLE |
| QutIM                 | ja                 | nein                         | nein               | ja                                 | ja                         | nein    | nein             | nein                         | nein               | Linux                                                               | Vkontakte.ru, Mail.ru |
| Sim-IM                | ja                 | ja                           | ja                 | nein                               | ja                         | nein    | nein             | nein                         | nein               | Windows, Linux, FreeBSD                                             | |
| Trillian              | ja                 | ja                           | ja                 | ja                                 | ja                         | ja      | Plugin           | Plugin                       | nein               | Windows, Mac, Android, Blackberry, Android                          | Myspace, QQ, Facebook, Twitter, Xfire, dazu eigenes Protokoll Astra ab Version 4.0, studiVZ/meinVZ/schülerVZ, LinkedIn, Foursquare ab Version 5.0                                                               |
| Trillian Pro          | ja                 | ja                           | ja                 | ja                                 | ja                         | ja      | Plugin           | Plugin                       | nein               | Windows, Mac, Android, Blackberry, Android                          | Myspace, QQ, Facebook, Twitter, Xfire, dazu eigenes Protokoll Astra ab Version 4.0, studiVZ/meinVZ/schülerVZ, LinkedIn, Foursquare ab Version 5.0                                                               |

## Betriebssystem-Unterstützung und Lizenz
Betriebssysteme, auf denen die Clients laufen (ohne Emulation).
|                       | Windows          | macOS            | Unix, Linux, BSD | AmigaOS          | Lizenz          |
| --------------------- | ---------------- | ---------------- | ---------------- | ---------------- | --------------- |
| Adium                 | nein             | ja               | nein             | nein             | GPL             |
| Ayttm                 | ja               | bisher unbekannt | ja               | bisher unbekannt | GPL             |
| BitlBee               | ja               | ja               | ja               | ja               | GPL             |
| Centericq             | ja               | ja               | ja               | nein             | GPL             |
| Digsby                | ja               | geplant          | geplant          | nein             | Freeware        |
| Empathy               | bisher unbekannt | bisher unbekannt | ja               | bisher unbekannt | GPL             |
| Fire                  | nein             | ja               | nein             | nein             | GPL             |
| Gizmo5                | ja               | ja               | ja               | nein             | Proprietär      |
| Messages (Apple)      | nein             | ja               | nein             | nein             | Proprietär      |
| Instantbird           | ja               | ja               | ja               | nein             | GPL             |
| Irssi                 | ja               | ja               | ja               | nein             | GPL             |
| Jitsi                 | ja               | ja               | ja               | nein             | LGPL            |
| XMPP-Clients          | Client-abhängig  | Client-abhängig  | Client-abhängig  | Client-abhängig  | Client-abhängig |
| Kopete                | Ja               | ja               | ja               | nein             | GPL             |
| Licq                  | nein             | nein             | ja               | nein             | GPL             |
| climm                 | ja               | ja               | ja               | ja               | GPL             |
| Miranda IM            | ja               | nein             | Nur mit wine     | nein             | GPL             |
| Miranda NG            | ja               | nein             | nein             | nein             | GPL             |
| Mozilla Thunderbird   | ja               | ja               | ja               | nein             | GPL             |
| Pidgin (ehemals Gaim) | ja               | ja               | ja               | nein             | GPL             |
| Proteus               | nein             | ja               | nein             | nein             | GPL             |
| Qnext                 | ja               | ja               | ja               | nein             | Proprietär      |
| QuteCom               | ja               | ja               | ja               | nein             | GPL             |
| QutIM                 | ja               | ja               | ja               | nein             | GPL             |
| Sim-IM                | ja               | ja               | ja               | nein             | GPL             |
| Trillian              | ja               | ja               | Beta-Version     | nein             | Proprietär EULA |
| Trillian Pro          | ja               | ja               | Beta-Version     | nein             | Proprietär EULA |
| Goober                | ja               | ja               | ja               | nein             | Proprietär EULA |

## Funktionen
Information darüber, welche Funktionen die einzelnen Programme unterstützen.
|                       | Verschlüsselung                                                  | Dateitransfer      | grafische Smileys | Spiele     | veränderbares Aussehen | Plug-in-System                  | externe Zusatzprogramme |
| --------------------- | ---------------------------------------------------------------- | ------------------ | ----------------- | ---------- | ---------------------- | ------------------------------- | ----------------------- |
| Adium                 | ja                                                               | ja                 | ja                | nein       | ja                     | ja                              | ja                      |
| Ayttm                 | ja                                                               | ja                 | ja                | nein       | nein                   | nein                            | ja                      |
| BitlBee               | nein                                                             | nein               | nein              | nein       | nein                   | nein                            | nein                    |
| Centericq             | ja                                                               | teils              | nein              | nein       | ja                     | nein                            | ?                       |
| Digsby                | nein                                                             | ja                 | ja                | nein       | ja                     | nein                            | nein                    |
| Fire                  | nein                                                             | ?                  | ja                | nein       | ?                      | ?                               | ja                      |
| Gizmo5                | ?                                                                | ja                 | ja                | nein       | nein                   | nein                            | ?                       |
| Messages (Apple)      | via Add-on                                                       | ja                 | ja                | nein       | nein                   | nein                            | ja                      |
| Irssi                 | ja                                                               | teils              | nein              | nein       | ja                     | ja                              | ja                      |
| Jitsi                 | ja (Audio-/Video-Chats über ZRTP/SRTP, Textnachrichten über OTR) | ja                 | ja                | nein       | nein                   | Ja (aber bislang keine Plugins) | nein                    |
| XMPP-Clients          | Client-abhängig                                                  | Transport-abhängig | Client-abhängig   | nein       | Client-abhängig        | Client-abhängig                 | Client-abhängig         |
| Kopete                | ja,via Plugin                                                    | teils              | ja                | ja         | teils                  | ja                              | ja                      |
| Licq                  | ja                                                               | ja                 | ja                | nein       | ja                     | ja                              | ja                      |
| climm                 | ja                                                               | ja                 | nein              | nein       | ja                     | nein                            | nein                    |
| Miranda IM            | Plugin                                                           | ja                 | Plugin            | Plugin     | Plugin                 | ja                              | Plugin                  |
| Miranda NG            | Plugin                                                           | ja                 | Plugin            | Plugin     | Plugin                 | ja                              | Plugin                  |
| Mozilla Thunderbird   | ja                                                               | ja                 | Plugin            | nein       | ja                     | ja                              | ja                      |
| Pidgin (ehemals Gaim) | via Plugin                                                       | teils              | ja                | nein       | ja                     | ja                              | ja                      |
| Proteus               | ?                                                                | teils              | ja                | nein       | ja                     | ja                              | ja                      |
| Qnext                 | nein                                                             | ja                 | ja                | ?          | ?                      | ?                               | ?                       |
| QuteCom               | nein                                                             | ja                 | ja                | ?          | ?                      | ?                               | ?                       |
| QutIM                 | nein                                                             | ja                 | ja                | nein       | ja                     | ja                              | nein                    |
| Sim-IM                | ja                                                               | ja                 | ja                | nein       | ja                     | ja                              | ja                      |
| Trillian              | ja                                                               | teils              | ja                | via Plugin | ja                     | ja                              | ja                      |
| Trillian Pro          | ja                                                               | teils              | ja                | via Plugin | ja                     | ja                              | ja                      |
| Goober                | ja                                                               | ja                 | ja                | ja         | ja                     | nein                            | nein                    |

1. ↑  
Plugin-System, um die standardmäßigen Features zu erweitern oder neue hinzuzufügen (Client oder Protokoll).
2. ↑  
Add-ons werden in der Regel nicht vom Autor vorgesehen und sind eigenständige Programmteile.
3. ↑  
Off-the-Record Messaging
4. 1 2 3 4  
SSL-verschlüsselte Direktverbindung; kompatibel sind licq, climm und Sim-IM.
5. ↑  
GnuPG
6. 1 2 3  
Proprietär; nur zu sich selber kompatibel.

## Weitere Konferenzmöglichkeiten
Informationen darüber, welche sonstigen Möglichkeiten der Kommunikation die Clienten unterstützen.
|                       | Multi-User Chat | Audio Chat                      | Multi-Person Audio Chat | Video Chat                      | Multi-Person Video Chat | SMS (mobile) Messaging       |
| --------------------- | --------------- | ------------------------------- | ----------------------- | ------------------------------- | ----------------------- | ---------------------------- |
| Adium                 | teils           | nein                            | nein                    | nein                            | nein                    | nein                         |
| BitlBee               | Ja (MSN, XMPP)  | nein                            | nein                    | nein                            | nein                    | nein                         |
| Centericq             | ?               | nein                            | nein                    | nein                            | nein                    | ja                           |
| Digsby                | teils Anm.      | ja                              | ?                       | ja                              | ?                       | nein                         |
| Empathy               | ?               | ja                              | ?                       | ja                              | ?                       | ?                            |
| Fire                  | ?               | nein                            | nein                    | nein                            | nein                    | ?                            |
| Gizmo5                | ja              | ja                              | ja                      | nein                            | nein                    | nein                         |
| Messages (Apple)      | ja              | ja                              | ja                      | ja                              | ja                      | nein                         |
| Irssi                 | ja (IRC)        | nein                            | nein                    | nein                            | nein                    | nein                         |
| Jitsi                 | ja              | ja                              | ja                      | ja                              | ja                      | über XMPP Dienst             |
| XMPP-Clients          | Client-abhängig | Transport- & Client-abhängig    | nein                    | Transport- & Client-abhängig    | nein                    | Transport- & Client-abhängig |
| Kopete                | teils           | ja (Jingle)                     | nein                    | ja                              | nein                    | ja                           |
| Miranda IM            | Plugin          | Plugin                          | nein                    | Plugin                          | nein                    | Plugin                       |
| Miranda NG            | Plugin          | Plugin                          | nein                    | Plugin                          | nein                    | Plugin                       |
| Mozilla Thunderbird   | Ja (MSN, XMPP)  | nein                            | nein                    | nein                            | nein                    | nein                         |
| Pidgin (ehemals Gaim) | teils           | teils (Jingle, nur unter Linux) | nein                    | teils (Jingle, nur unter Linux) | nein                    | nein                         |
| Proteus               | ?               | nein                            | nein                    | nein                            | nein                    | ?                            |
| Qnext                 | ja              | ja                              | ja                      | ja                              | ja                      | nein                         |
| QuteCom               | ?               | ja                              | ?                       | ja                              | ?                       | ja                           |
| QutIM                 | ja              | nein                            | nein                    | nein                            | nein                    | nein                         |
| Sim-IM                | ?               | nein                            | nein                    | nein                            | nein                    | ja                           |
| Trillian              | ja              | ja                              | nein                    | nein                            | nein                    | nein                         |
| Trillian Pro          | ja              | ja                              | nein                    | ja                              | nein                    | ja                           |
| Goober                | ja              | ja                              | ja                      | ja                              | ja                      | ja                           |

## Multi-Protokoll-Messenger für mobile Geräte
- Nimbuzz: Symbian, J2ME, iPhone
- MovaMessenger: J2ME
- Yeigo: Symbian, Windows Mobile, J2ME
- Talkonaut: J2ME
- Reporo: J2ME
- Bombus: J2ME
- Barablu: Symbian, Windows Mobile, J2ME
- EQO: J2ME
- Fring: Symbian, Windows Mobile, J2ME, iPhone
- bing: iPhone, Android
- instango: J2ME, Blackberry
- mig33: J2ME
- Slick: Symbian, Windows Mobile
- Goober: J2ME, iPhone
- QIP PDA: Windows Mobile
- Meebo: Android
- IM+: iPhone, Android, Windows Phone
- Trillian: iPhone, Android, Blackberry